# Jedha
Astre fictif apparaissant dans
Star Wars.
Jedha est un satellite naturel fictif de Star Wars.
Apparue principalement dans le film Rogue One, elle est également présente dans plusieurs romans, jeux vidéo et bandes dessinées.

## Contexte
L'univers de Star Wars se déroule dans une galaxie qui est le théâtre d'affrontements entre les Chevaliers Jedi et les Seigneurs noirs des Sith, personnes sensibles à la Force, un champ énergétique mystérieux leur procurant des pouvoirs parapsychiques. Les Jedi maîtrisent le Côté lumineux de la Force, pouvoir bénéfique et défensif, pour maintenir la paix dans la galaxie. Les Sith utilisent le Côté obscur, pouvoir nuisible et destructeur, pour leurs usages personnels et pour dominer la galaxie.

## Géographie

### Situation spatiale
Jedha est un satellite naturel, aussi appelé « lune du pélerinage ».

### Habitations et technologie
Jedha City est une importante ville, abritant notamment un groupe religieux croyant en la Force, les Gardiens des Whills. Le temple Kyber est un monument majeur de la ville. Une grande quantité de cristaux kyber s'y trouve.
D'autres villes de moindre envergure se trouvent aussi sur Jedha.

## Histoire
Jedha est un lieu de pélerinage majeur pour ceux qui croient en la Force. Elle est occupée par l'Empire galactique, pour y exploiter des ressources importantes.
Toutefois, malgré la présence impériale, une résistance se développe à Jedha. Les rebelles de Jedha sont par exemple rejoints par de fervents croyants en l'existence de la Force et en les Jedi.
Jedha City est la première cible de l'Étoile de la mort. La décision de détruire cette ville est justifiée par deux raisons. D'une part, le rebelle Saw Gerrera se trouve alors en périphérie de la ville. D'autre part, cette ville est un puissant symbole de la religion qui résiste aux idées impériales à travers la Galaxie. En ordonnant la destruction de Jedha City, le grand moff Wilhuff Tarkin éradique un lieu qui représente l'espoir porté par la foi contre l'Empire.

## Concept et création
Jedha est caractérisée par une forte inspiration issue du Moyen-Orient, visible notamment dans des paysages désertiques et une architecture qui évoque celle de l'Empire ottoman. Elle est conçue pour évoquer un lieu de pélerinage, quel qu'il soit, de La Mecque à Bodhgaya, en passant par Jérusalem ou même Canterbury.
Les scènes qui se déroulent à Jedha dans le film Rogue One, sorti en 2016, sont tournées à Wadi Rum, en Jordanie. Ce site est utilisé de façon récurrente pour des tournages, par exemple celui de Seul sur Mars, sorti en 2015.

## Analyse
Selon un article du site Internet Eclypsia, Jedha est comparable à Mars. L'astrobiologiste Shawn Domagal-Goldman explique que les planètes de ce type sont probablement très courantes et que certaines pourraient même être habitables, à l'instar de Jedha. Le manque d'eau dans ce type d'astre limite la possibilité de conditions climatiques extrêmes, ce qui participe à l'habitabilité de ce type d'astre aride et désertique.

## Postérité
Les scènes qui se déroulent à Pasaana dans L'Ascension de Skywalker, sorti en 2019, sont tournées dans le même lieu que celles qui se déroulent à Jedha dans Rogue One, Wadi Rum en Jordanie. Pasaana est en effet désertique comme Jedha.